# جوردن هاميلتون (لاعب كرة قدم)
جوردن هاميلتون (17 مارس 1996 في كندا - ) هو لاعب كرة قدم كندي في مركز الهجوم. شارك مع منتخب كندا تحت 17 سنة لكرة القدم ومنتخب كندا تحت 20 سنة لكرة القدم ومنتخب كندا لكرة القدم. أما مع النوادي، فقد لعب مع نادي تورونتو وديسبورتيفو تروفينسي وToronto FC II ‏ وWilmington Hammerheads FC ‏.

## وصلات خارجية
- جوردن هاميلتون على موقع الدوري الأمريكي (الإنجليزية)
- جوردن هاميلتون على موقع قاعدة بيانات كرة القدم.إي يو (الإنجليزية)
- جوردن هاميلتون على موقع ناشيونال فوتبول تيمز (الإنجليزية)
- جوردن هاميلتون على موقع Soccerway.com (الإنجليزية)
- جوردن هاميلتون على موقع AS.com (الإسبانية)